# بوسفر
بوسفر (به عربی: بوسفر) یک شهرداری در الجزایر است که در استان وهران واقع شده‌است. بوسفر ۱۳٬۴۵۰ نفر جمعیت دارد و ۲۸۶ متر بالاتر از سطح دریا واقع شده‌است.